# Guilligomarc’h
Guilligomarc'h (bret. Gwelegouarc'h) – miejscowość i gmina we Francji, w regionie Bretania, w departamencie Finistère.
Według danych na rok 1990 gminę zamieszkiwało 520 osób, a gęstość zaludnienia wynosiła 23 osoby/km² (wśród 1269 gmin Bretanii Guilligomarc'h plasuje się na 816. miejscu pod względem liczby ludności, natomiast pod względem powierzchni na miejscu 436.).